# Cadfan
Cadfan (Galles, ... – Galles, VI secolo) è stato un abate britannico, venerato come santo dalla Chiesa cattolica e commemorato il 1º novembre.

## Biografia
Era figlio di Enea Ledewig, nobile britannico, e di Gwen Teirbron, figlia di Budic II, re di Britannia.
Molti studiosi sostengono che sarebbe nato intorno al 530 e morto circa nel 590, mentre altri studiosi riferiscono della sua fondazione nel 516 di un monastero nella Bardsey Island, nel nord del Galles, del quale sarebbe stato abate fino al 542: la data di fondazione del monastero renderebbe dunque difficile una sua nascita nel VI secolo.

## Culto
È patrono di Llangadfan e di Powys nel nord, dove avrebbe fondato una chiesa prima di arrivare nella Bardsey. Egli inoltre ha anche istituito il "clas" a Tywyn, nel Gwynedd.